# Rosa Laub
Rosa Laub ist der Titel der ersten deutschen Rockoper. Sie wurde am 6. Juli 1979 am Volkstheater Rostock uraufgeführt.

## Entstehung und Aufführung
Mitte des Jahres 1976 löste Horst Krüger seine Band auf, um ausschließlich als Komponist zu arbeiten. Die Rockoper Rosa Laub, ein Auftragswerk, komponierte und arrangierte er zwischen 1977 und 1979 nach einem Libretto der Buchautorin und Theaterdramaturgin Waldtraut Lewin. Waldtraut Lewin war von 1973 bis 1977 Dramaturgin am Volkstheater Rostock und arbeitete danach freiberuflich. Rosa Laub war ihr erstes größeres dramaturgisches Werk. Inszeniert wurde die Rockoper von dem Theaterregisseur Jörg Kaehler. Krüger, der die musikalische Gesamtleitung übernommen hatte, verpflichtete für die Aufführung in Rostock die Rockband Badister, welche 1969 in Rostock gegründet wurde und eine „Amateurband der Sonderklasse“ war. 1978 wählten die Leser des Jugendmagazins 
Neues Leben Badister zur beliebtesten Amateurband der DDR. Auch Krüger, der lange Jahre Bandleader war, war vom Können dieser Band überrascht. Obwohl alle Beteiligten mit diesem Projekt Neuland beschritten, wurde es ein voller Erfolg. Nicht nur die Premiere, sondern auch alle weiteren Aufführungen waren ausverkauft. 1983 nahm das „Volkstheater Rostock“ die Rockoper ein zweites Mal in den Spielplan auf und 1987 wurde sie am Metropol-Theater in Berlin aufgeführt.

## Inhalt
Das Libretto von Waldtraut Lewin beruht auf ihrer Erzählung „Wie Karel auf dem blauen Motorrad zu Rosa Laub flog“. Diese Erzählung wurde 1974 mit gleichnamigem Titel von Helmut Fickelscherer (Herausgeber) im Verlag Neues Leben Berlin veröffentlicht.
Der junge Karel ist neu im Viertel Heiliger Berg und wartet auf seine erste Liebe. Dabei begegnen ihm überall Wunder. Da ist sein blaues Motorrad „Usambara“, mit dem er fliegen kann, oder die Blumenverkäuferin Rosa Laub, welche in seinen Träumen in dreifacher Gestalt erscheint. Bei der Suche nach der richtigen Rosa helfen ihm seine „Spielfiguren“ und seine Mutter. Mit ihrer Hilfe findet Karel in die Realität zurück, begegnet der wirklichen Rosa Laub und wird erwachsen.

## Rollen
Bei der Besetzung der Hauptrollen befürchtete Krüger Schwierigkeiten, weil er davon ausging, dass Schauspieler keine Rocksänger wären. Doch die Befürchtungen waren unbegründet. Der junge Schauspieler Manfred Gorr, der die Rolle des Karel übernahm, erwies sich als erstklassiger Sänger. Die Rosa Laub wurde von Hanna Mönig gespielt. Den Part der Mutter übernahm die Sängerin Gerti Möller.
In der Berliner Inszenierung wurden die beiden Hauptrollen von Pierre Sanoussi-Bliss und
Simone Thomalla gespielt.

## Lieder
Auf der Grundlage ihrer Erzählung schrieb Waldtraut Lewin 22 Texte für die Rockoper. Einen Teil von ihnen veröffentlichte das Label Amiga 1982 auf der Langspielplatte
Rosa Laub (Nr. 855861).
 Titelliste 
- Gruß
- Erwachsenlied
- Musikalische Szene
- Usambara
- Fliegelied
- Glorie Glorie
- Song von der Wahrheit
- Meisterlied
- Lied vom Suchen
- Mysterium
- Rosenlied
- Trostlied
- He ihr alle
- Lied über die Mädchen